# Ази Асланов-2
Ази Асланов-2 (азерб. Həzi Aslanov-2) — строящаяся станция  второй (Зелёной) линии Бакинского метрополитена. Проектные названия — Y-17, «Ази Асланов-2». Будет иметь пересадку на станцию «Ази Асланов» (красная линия). Тип платформы — островной. В плане концептуального развития Бакинского метрополитена намечено продление туннелей от этой станции до станции «Шах Исмаил Хатаи» и постройка 3 станций на этом участке, а также продление туннелей до станции «Дарнагюль» и постройка 9 новых станций, в результате чего зелёная линия будет закольцована.

## Строительство
Строительство началось в 2011 году. Строительство тоннелей зелёной линии ведётся совместно с французской компанией Bouygues Travaux Publics. Сдача в эксплуатацию запланирована в течение следующих лет. Точная дата не называлась. В 2014 году заявлялось, что строительство ускоряется. В данный момент этот участок является одним из приоритетных направлений строительства станций и прокладки туннелей. Хотя Бакинский метрополитен заявил, что строительство станции продолжается, никаких заметных продвижений не видно. Возможно, строительство надолго заморожено или ведётся очень медленно. В августе 2016 Бакинский метрополитен заявил, что начинает строительство трёх новых станций на Зелёной линии. Предположительно, строительство станции Ази Асланов-2 продолжится после завершения работ на этих трёх станциях.